# 940
سنة 940 م كانت سنة كبيسة تبدأ يوم الأربعاء (الرابط يظهر نموذج التقويم الكامل للسنة) من التقويم اليولياني.

## مواليد
- أبو الوفا البوزجاني
- أوغو كابيه
- ابن فارس